# ミゼットプロレス
ミゼットプロレス (Midget Pro-wrestling) は、小人症のレスラーが試合をするプロレス。通称「小人プロレス（こびとプロレス）」。闘う人をミゼットレスラー、メキシコでは小人症に限定せず低身長のレスラーをミニエストレージャ、とそれぞれを称する。日本では全日本女子プロレスで前座として催されて知られる。

## 歴史

### アメリカ
女性のキャットファイトである「泥レスリング」、「オイルレスリング」と同じで格闘というより、笑いを取ることを目的としたショーとして興行が成り立っていた。特に小人症の人が見世物、あるいはテレビや映画などで、お笑い取りとして使われた長い歴史があるため、差別的として70年から80年にかけ衰退し、興行も下層階級の飲み場などの場所で、酒を飲む客の前で、滑稽なコスチュームをした小人のキャットファイトのようなものが殆どであった。しかし、1990年代にメキシコ出身小人レスラーを採用すると共に、体格の小ささと軽量を利用して高いジャンプなど、ルチャリブレを前面に出す小人レスリングや格闘、流血を前面に出したハードコアミジェットレスリングが出現する中、一部のプロレスファンの間で、その人気は復活しつつある。

### 日本
1960年代前半に数回、日本プロレスと関わりのあったプロモーターが、アメリカのミゼットレスラーを招へいして「小人プロレス国際試合」もしくは「小人国プロレス大会」と称し、ミゼットプロレス中心の興行を独自で打った記録が残っている。その際には前座で日本プロレスの選手も出場し、後述するように、テレビ放映もされた。
全日本女子プロレスが旗揚げされた際、ミゼットプロレスは興行のメインとして行われ、女子プロレスが前座扱いとされていたが、マッハ文朱がデビューして人気を得てからはメインは女子プロレスに移って行った。
ミゼットレスラー達は「自分達は笑われているのでは無い、笑わせているんだ」という自負を持っていた。実際に「自分の技に笑って1人くらい死ぬ人がいれば本望」と発言したミゼットレスラーもおり、記録に残っている
かつては低身長症者は奇形の如く扱われ、就職などで差別されることも多かったことからミゼットプロレスは低身長症の者にとって生活の糧を得る重要な就職口の1つであった。試合がない時には、テレビ局などからの依頼を受けて、小型の着ぐるみを担当するスーツアクターの仕事もこなしていた。
身体的ダメージが蓄積されて身体障害を負うなど健康を害する選手も多く、リスクに見合った金銭的な評価も期待しづらい上、成長ホルモン治療の普及により低身長症の一部が治療可能になり低身長人口自体が減った事から、後継者難に悩まされている（全日本女子が経営難になる前は、秩父市に存在した全日本女子の施設の管理人と言う形で引退後の生活を保障されていたが現在は施設も存在しないため、引退後の保障も無いと言う厳しい状況となっている）。一時期は選手がミスター・ブッタマンしかいなくなり、試合が組めなくなったこともある。全日本女子解散直前にプリティ太田がデビューして久方ぶりに試合が組めるようになり、全日本女子解散後はメジャー女子プロレスAtoZに引き継がれるが、ミゼットレスラーが2人しかいない状況が現在まで続いているため、NEO女子プロレス、NEO解散後はREINA女子プロレスで女子レスラーと試合を組ませるようになり、ミゼットレスラー同士の試合は年1回あるかないかの状態である。
人権団体の抗議でテレビから排除された・小人プロレスそのものが潰されたという風説が流布されているが、どちらもデマである。団体は存続しているが、全日本女子プロレスの倒産や競技人口の極端な低下により興行を維持できなくなったのである。
2022年5月28日、東ちづるが代表を務める一般社団法人「Get in touch」の支援を受け、ブッタマンと太田を中心に小人プロレス再生を目指す新団体「椿ReINGz」が旗揚げされた。

### メキシコ
ルチャリブレにおいては「ミニエストレージャ」と称した大型レスラーのキャラクターを模した小柄なルチャドール（ルチャリブレのプロレスラー）が相当数いる。小人症に限定されないため、その大半はミゼットというより、若干小柄という程度の体格だが、中には明らかに小柄な選手もおり、大柄な選手ではできないようなトリッキーかつ素早い動きによって観客の目を引き付ける重要な役割を果たしている。また、リングネームに小さいの意味のあるCito（シート）やPequeño（ペケーニョ）を付ける場合が多い。中にはマスカリータ・サグラダなど本家を凌ぐ人気を誇る選手さえ存在する。一時期、日本のミゼットレスラーとメキシコのミニエストレージャによる対抗戦が行われたこともある。また、メキシコのミニエストレージャが全日本女子やDRAGONGATEに限定的に参戦したこともある。1995年に全日本女子に特別参戦したゲレリート・デル・フトゥーローとゲレリート・マヤによれば、120cmまでがミゼットであり、角掛とブッタマンはミニエストレージャに該当すると指摘した。

## ミゼットプロレスの王座一覧

### アメリカ

#### NWA
- NWA世界ミゼット王座

### 日本

#### 全日本女子プロレス
- WWWA世界ミゼット王座
- WWWA世界ミゼットタッグ王座

### メキシコ

#### CMLL
- CMLL世界ミニエストラージャ王座
- CMLL世界ミクロエストラージャ王座

#### WWA
- WWA世界ミニ王座

#### AAA
- AAA世界ミニ王座

#### ペロス・デル・マール
- ペロス・デル・マール・ミニエストレージャ王座

#### メキシコ連邦区ボクシング・レスリング協会
- ナショナル・ミニエストラージャ王座

## ミゼットレスラー一覧

### アメリカ
- カウボーイ・ブラッドリー - アメリカ・テキサス州出身。1935年2月11日生、2010年6月24日没[8]。カウボーイスタイルで活躍した。
- カウボーイ・ラン - 1960年代から90年代にかけてメジャー団体を中心にカウボーイスタイルで活躍。リック・フレアーとも親交があったが、離婚の慰謝料で破産してホームレスとなり、2007年1月に収容所内で亡くなった[9]。享年56歳。
- クロード・ジロー（英語版） - カナダ出身。
- サニーボーイ・キャシディ - アメリカ出身。二枚目然としたスタイルで1950年代に活躍[10]。
- スカイ・ロー・ロー（英語版） - カナダ出身。
- ダイアモンド・リル（英語版） - アメリカ・サウスカロライナ州出身。
- ハイチ・キッド（英語版） - アメリカ・ニューヨーク州出身[11]。
- ファジー・キューピット（英語版） - アメリカ出身。
- ファーマー・ピート（Farmer Pete）  - カナダ・オンタリオ州出身[12]。1927年生、1997年2月19日没。1950年代から90年代にかけて活躍。後年はヘイスタック・カルホーンのリングコスチュームであるデニムのオーバーオールを着用した。
- ファーマー・ブルックス（英語版） - カナダ出身。
- ビリー・ザ・キッド - 入場コスチュームはカウボーイハット。リングネームの由来は同名の英雄ビリー・ザ・キッド。
- ブラウン・パンサー - アメリカ出身。黒人ミゼットレスラー。
- ホーンズワグル - アメリカ出身。
- リトル・ビーバー（英語版） - カナダ出身。
- ローン・イーグル - 1960年9月26日生。カナダコーナーブルック出身。1980年デビュー。入場時にアメリカ・インディアンの冠であるウォーボンネットを着用していた。高校時代にアマチュアレスリング選手として実績がある[13]。

### 日本
- 東健三 - 日本で最初のミゼットレスラーだとされている[14]。
- 天草海坊主（ヘンリー坂本） - 本名：坂本清司。1951年3月8日生。熊本県天草市出身[15]。
- 唐柔太 - 日本女子プロレスに参戦。
- ジョージ岡部 - 日本女子プロレスに参戦。
- ダイナマイト・キング - 日本女子プロレスに参戦。
- 角掛留造（角掛仁、角掛ひとし、角掛X、グレート茅場、ミハイル角掛クソチビリ） - 本名・角掛仁。岩手県滝沢村（現・滝沢市）出身。1983年に全日本女子プロレスに入門[16]。2002年4月28日引退[17]。2023年8月9日、突然死で死去。享年69[18]。
- 隼大五郎（スモール・ブッチャー） - 本名：大木高一。1954年7月21日生。東京都出身[15]。
- プリティ・アトム（ミゼット・イーグル、ジョージ小山） - 1944年生。愛媛県伊予郡出身[15]。妻は女子プロレスラーの小川春子。日本女子プロレスに参戦後、全日本女子プロレスに移籍。
- プリティ太田（プチ・トマト、ミニマスター）
- ミスター・ブッタマン（アブドーラ・ザ・コブッチャー、ブタ原人） - ミスター・ポーンの養子。新人時代に脱走して一旦引退した後に再デビューしている。その模様を追いかけたドキュメントが1992年にフジテレビ「NONFIX」（「ミゼットプロレス伝説〜小さな巨人たち〜」監督：森達也）で放送された。
- ミスター・ポーン - 本名：猪瀬豊。ミスター・ブッタマンの養父。1944年生。1996年3月6日頃没[17]。茨城県猿島郡出身。靴職人を経て26歳で遅咲きデビュー。モヒカン頭が特徴で映画・テレビでも活躍した[19]。
- リトル・タイガー - 1954年2月15日生。鹿児島県大島郡出身[15]。妻は女子プロレスラーのペギー黒田。
- リトル・トーキョー - 本名：赤羽茂。日本でデビューした後に渡米して大成功を収めた。
- リトル・フランキー（グレート・リトルムタ） - 本名：岡本政信[20]。福島県出身。1958年2月20日生まれ[21]。2002年8月15日、44歳で死去[22][20][注釈 4]。

### メキシコ
- エナニート・フィリ・エストレージャ - 本名：Filiberto Estrella Calderon。映画「ナチョ・リブレ 覆面の神様」にタッグチーム「Los Duendes」の一員として出演。
- オクタゴンシート
- グアピート（英語版）
- チャッキー - 映画「チャイルド・プレイ」のチャッキーのコスプレレスラー。1954年10月1日生、2022年3月9日没。1973年デビュー[23]。
- ツキ（英語版）
- マスカリータ・サグラダ（英語版）
- マスカリータ・ドラダ（英語版） - 映画「ナチョ・リブレ 覆面の神様」にタッグチーム「Los Duendes」の一員として出演。
- ラ・パルキータ（英語版）
- ミジェ（英語版）【Cuije】

### ヨーロッパ
- タイニー・トム - イギリス出身。1988年10月16日没（享年27歳）[24]
- ヴィンセント・ガリバルディ - イタリア出身[10]。
- ロード・リトルブルック（英語版） - イングランド出身。1929年1月3日生、2016年9月9日没[12]。サーカスの曲芸師を経て、アメリカでミゼットレスラーに転向。英国紳士スタイルで活躍した。ハーリー・レイスと親交がある。

### 不明
- スマイリー・キング
- トム・サム - リングネームの由来はイギリスの童話「親指トム」。19世紀の著名サーカス団員「親指トム将軍（英語版）」とは異なる。
- バウンシング・バーグ
- パンチト・ジミネス
- ブロック・パアンド
- ボボ・ジョンソン（リトル・ボボ） - 黒人ミゼット。
- リトル・ミスターT - ミスターTを模倣した黒人ミゼットレスラー。

## 備考
概要の項に既述した事情から日本ではミゼットプロレスは試合中継などが難しい状況にあるが過去においてテレビに登場した事例はいくつかある。1960年代前半に「国際試合」と称した興行が日本で行われた際には、フジテレビが下記のとおり、試合中継を放映していた。
- 1960年8月6日「小人国プロレス大会」（於：名古屋市金山体育館、ミゼットプロレスの「日本初の中継」と銘打たれている）
- 1961年3月26日「国際小人プロレス大会」（於：日大講堂）
- 1961年9月23日「国際小人プロレス大会」（於：品川公会堂）
- 1962年5月19日「小人のプロレス大会」（於：日大講堂）

また、日本テレビでも、「三菱ダイヤモンドアワー プロレスリング中継」の枠内において、「小人国プロレス大会」のもようを、1961年4月14日（於：大阪府立体育会館）と4月28日（於：台東体育館）の2度にわたり生中継した。
1980年代、TBSの番組「8時だョ!全員集合」のメインコントにミスター・ポーンが数回ゲスト出演した。志村けんがポーンを突き飛ばすが、ポーンが何事もなかったように起き上がり、逆に志村を突き飛ばすというコントを行っていた。しかし、一部視聴者からのクレームにより放送が中止されている。
1984年5月、TBSで放映された女子プロレスを題材にしたドラマ「輝きたいの」には、舞台である「東洋女子プロレス」に特別参加する「男子レスラー」という役柄で、全日本女子プロレス所属ミゼットレスラー数名が出演している。ドラマでは台詞無しながらも数シーンに登場して演技をこなしたり、数秒ながら実際の試合の模様が流れていた。
1992年9月30日、フジテレビで深夜枠のドキュメンタリーという形で、「ミゼットプロレス伝説〜小さな巨人たち〜」という90分番組が放送された。
2014年10月20日、BSスカパー!の番組「BAZOOKA!!!」で「復活!ミゼットプロレス生放送」と題して約52年ぶりにミゼットプロレスのテレビマッチが実現している。
2017年6月30日、ABCの番組「探偵!ナイトスクープ」で「ミゼットプロレスに挑戦したい」という依頼で、軟骨無形成症の依頼者&プリティ太田組対ミスター・ブッタマンの試合が行われた。